# Pensiero di Ernst Jünger
(Ernst Jünger, Trattato del Ribelle)

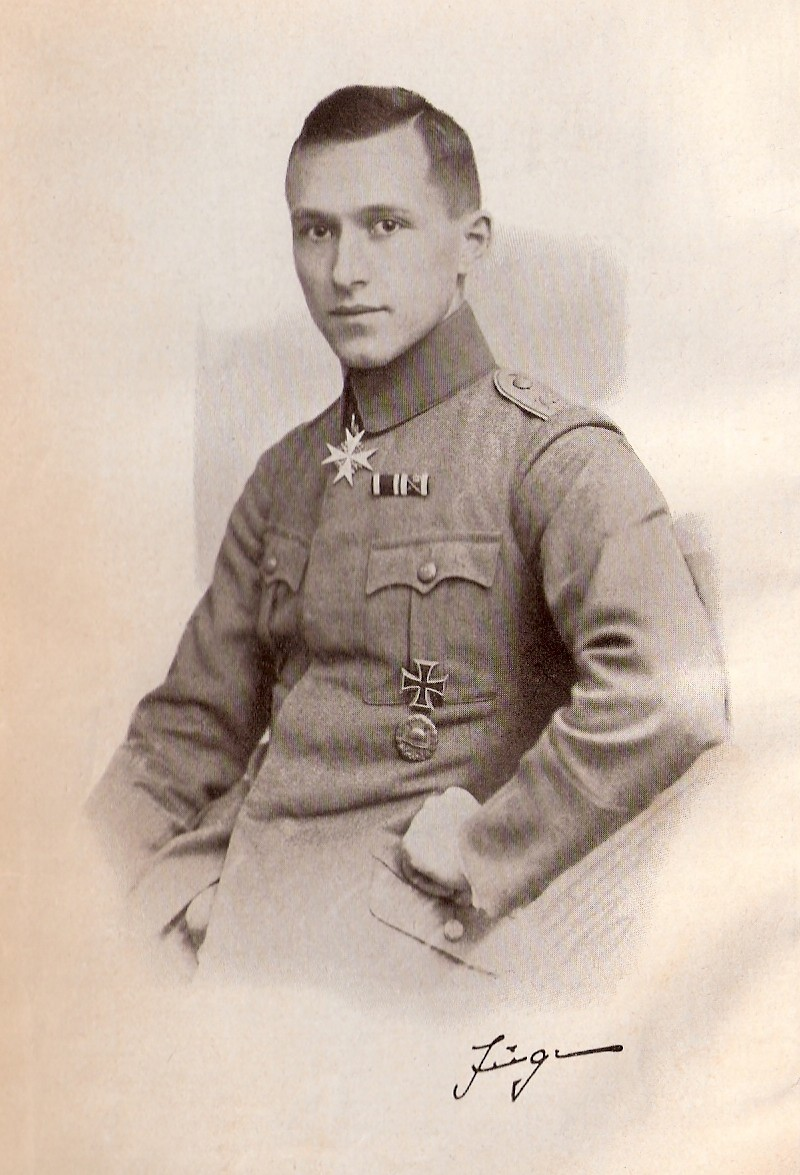
Ernst Jünger

Ernst Jünger (1895-1998) è stato uno scrittore e filosofo tedesco che nelle sue opere (quasi 50 a partire dal 1945) costituite da romanzi, racconti, diari, saggi, ha esposto una visione profetica di una catastrofe annientatrice dell'umanità e del pianeta da cui si potrà scampare solo con l'esercizio di una spiritualità interiore. Il suo stile letterario, originale e fuori dagli schemi, adotta un linguaggio, talora volutamente ostico, che riflette il suo pensiero aristocratico e anarca.

## La guerra
La partecipazione alla guerra costituisce un elemento essenziale nella prima fase del pensiero di Ernst Jünger, a cominciare dalla sue prime esperienze come soldato della legione straniera. Egli vede nella guerra, che per la vicinanza costante della morte è per lui l'espressione di una vita vissuta intensamente, la possibilità di esprimere le energie individuali e la personale ribellione nei confronti della borghesia che chiusa nel suo egoismo di classe mira a godere di un benessere dal quale sia escluso ogni rischio. 
La guerra invece, specie dal momento dell'introduzione della leva obbligatoria, ha ormai cambiato aspetto con la partecipazione di quelle masse lavoratrici che sono state protagoniste dell'avvento della tecnica nel sistema di produzione.

## La tecnica
La tecnica se viene indirizzata solo al benessere economico e alla sicurezza della classe borghese diviene mezzo di equiparazione volgare, mentre essa ha dimostrato con la guerra come possa creare una élite ben armata e addestrata che si distingua dalle masse anonime e dalla quale nascerà l'uomo nuovo superiore, il "guerriero" che con la guerra ha eliminato il potere borghese e cristiano conquistando il potere politico. 
Si arriverà così attraverso la tecnica a una nuova età basata su un nuovo ordine mondiale e una nuova umanità che userà i nuovi potenti strumenti per dare un carattere monumentale alla nuova storia.

## Nazionalismo e nazionalsocialismo
A questo punto si origina il discusso tema di un accostamento di Jünger, che ebbe sempre simpatie nazionalistiche, alla propaganda e al partito nazionalsocialista, che egli accusava di moderatismo dopo il fallito putsch di Monaco del 1923, che aveva tentato la conquista del potere con l'appello alla purezza del sangue e con la formazione di élite paramilitari. 
In realtà Jünger si dichiarava apartitico: «rinunciamo a qualsiasi appartenenza partitica...». Egli concepiva sentimentalmente anche il nazionalismo visto come un insieme di nuclei di ribellione con la speranza di «veder crescere tutti questi legami in maniera possente, serrata e unitaria, così da raggiungere le dimensioni necessarie al grande confronto...»
Queste sue idealità astratte spiegano perché quando il partito nazionalsocialista prese il potere nel 1933 Jünger si tenne in disparte e solo al termine della seconda guerra mondiale tornò ad interessarsi a quei temi politici in accordo con Martin Heidegger al quale dedicò Oltre la linea (1950).

## Il nichilismo
L'età moderna secondo Jünger è affollata da un accumulo di ideologie e di falsi idoli che sono segno dell'avvicinamento della società, anche per opera del progresso tecnologico, al nichilismo, a una catastrofe finale dove gli individui hanno ormai perso sotto l'azione massificante livellatrice dello Stato la loro singolarità e sono preda di decisioni prese da grandi gruppi di potere. Le vie per uscire dal nihilismo sono l'amore, la morte, l'amicizia, emozioni positive e l'interiorità spirituale espressa nell'arte e nella poesia.

## Il pacifismo
Dopo la seconda guerra mondiale, Jünger rivaluta posizioni pacifiste. La lotta per l'esistenza già rende difficile la sopravvivenza di ogni forma di vita e per questo allora, per non aggiungere sofferenza a sofferenza,  bisogna cercare la pace dichiarando guerra alla guerra
Per rendere evidente la necessità della pace Jünger immagina un dialogo tra un convinto pacifista e un nazionalista moderato. 
- «Non capisce, amico - dice il pacifista - che in guerra figli di madri identiche vanno a uccidersi, e che ciò è inescusabilmente barbaro? Non capisce che è barbaro uccidere, ferire e mutilare esseri umani, Lei che anche è un essere umano?»
- «Sì, - replica il nazionalista - ma Lei riterrebbe giusto impedire anche con la violenza ai fautori della guerra di realizzare i loro sogni criminali?»
Il pacifista sostiene allora che la creazione degli Stati Uniti d'Europa metterà fine alle guerre e ai disastri economici da quelle causati. Il nazionalista teme invece che non sarà possibile mettere da parte gli ideali tradizionali di Patria e di Famiglia come tentarono inutilmente di fare gli illuministi ma ha tuttavia fiducia che lo Spirito potrà mutare questa realtà poiché «Caro amico, la sua idea di dichiarare guerra alla guerra è degna di considerazione».